# Parque de El Capricho

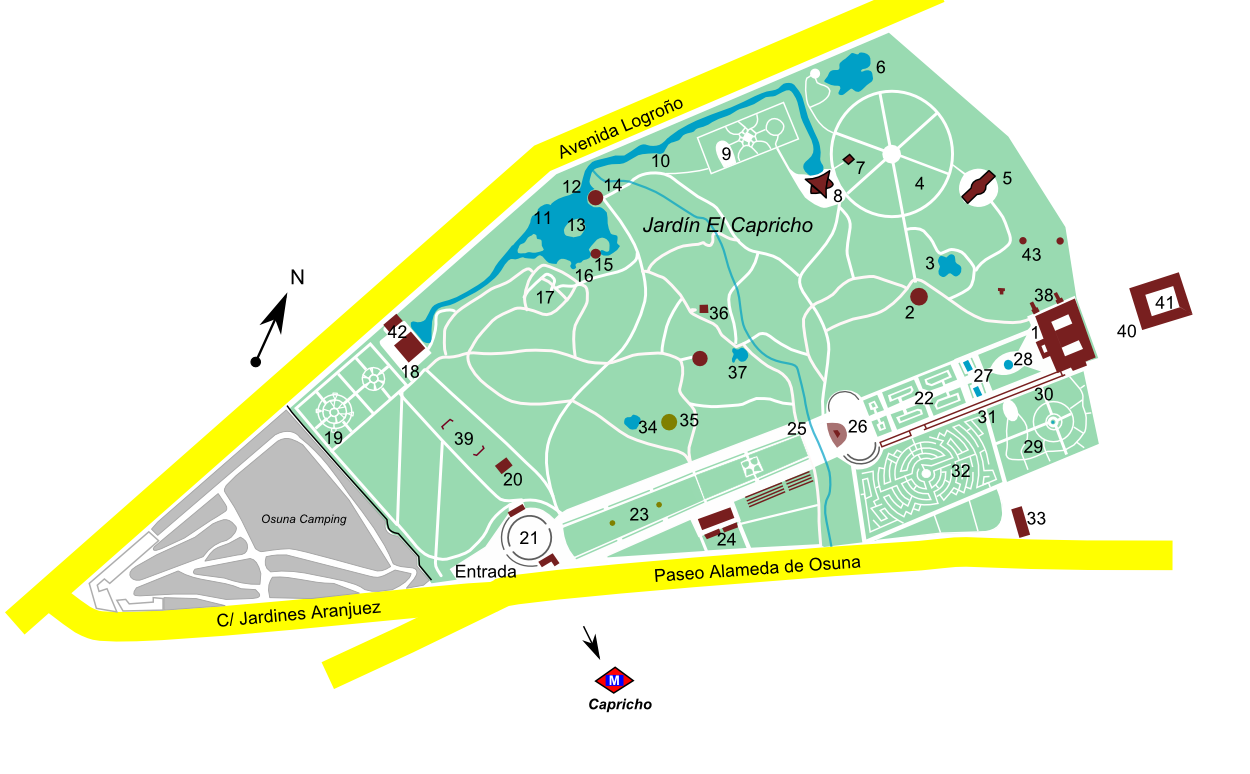
Click para ver el listado de instalaciones

El parque de El Capricho es un jardín histórico-artístico de 14 hectáreas en forma de triángulo ubicado en el barrio de la Alameda de Osuna del distrito de Barajas, al noreste de la ciudad de Madrid, España. Se construyó por expreso deseo de la duquesa de Osuna, que sufragó las obras y lo cuidó hasta su fallecimiento. En 1900 pasó a manos de Gustavo Bauer, a quien heredaría Ignacio Bauer Landauer  hasta que en 1945 la Sociedad Inmobiliaria Alameda de Osuna adquirió el jardín. En 1974 pasó a cargo del Ayuntamiento de Madrid. Su edificio principal se halla en fase de rehabilitación para reabrir como museo en 2027.
En su Diccionario, Madoz lo menciona como «una de las posesiones más hermosas y magníficas que hay en España, y la única quizá que puede competir con los Reales Sitios».
Constituye el único jardín del Romanticismo existente en Madrid. La entrada es gratuita, pero, al tratarse de un jardín histórico, abre al público solo los fines de semana y festivos y el aforo está limitado. Además, no se puede acceder con comida o bebida, ni tampoco con bicicletas, balones o patinetes.

## Historia

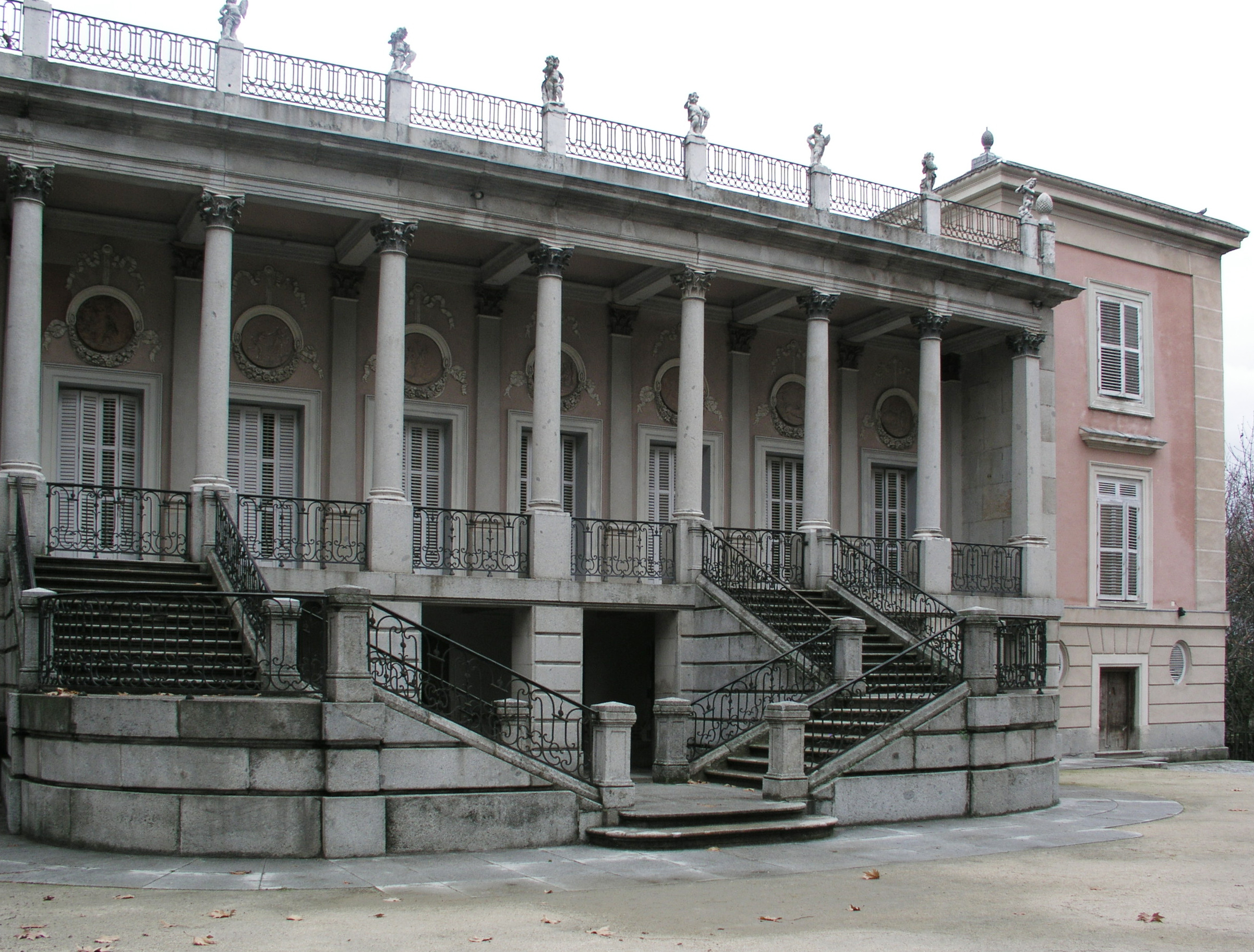
Palacio de los duques de Osuna

María Josefa Pimentel, duquesa de Osuna (1752-1834), casada con el IX duque de Osuna, Pedro de Alcántara Téllez-Girón y Pacheco (1755-1807), fue una de las damas más importantes de la nobleza de la época y mecenas de artistas.
En 1783 la duquesa compró un terreno al conde de Priego que contenía «una huerta y una casa». Un año después, el jardinero de la corte francesa, Pablo Boutelou, le presentó un proyecto inicial para la casa y un jardín diseñado al estilo inglés y chino.
Entre 1785 y 1789 se llevó a cabo la primera fase de la obra: se remodeló el interior del antiguo caserón, se construyó el jardín bajo —que se convertiría en el giardino italiano—, el templete y el estanque de los cisnes.
De 1790 a 1808, durante la segunda fase, se compraron más terrenos. Se construyeron algunos de los edificios (los caprichos): la ermita, el abejero, la casa de cañas y la casa de la vieja. Se creó el lago y el estanque de los patos, y se canalizó el manantial en una ría navegable que recorría el jardín. Además, se realizó una ampliación del edificio principal, que quedó convertido ya en palacio. 
El matrimonio nunca vería totalmente concluido el jardín. El duque, fallecido en 1807, legó en su testamento la propiedad a su esposa, quien la mantuvo hasta que durante la ocupación francesa con la familia refugiada en Cádiz, se instaló en ella el general francés Augustin-Daniel Belliard. A su vuelta en 1815, la duquesa continuó las obras e hizo construir el Casino de baile, hasta que a su muerte en 1834 la propiedad pasó a su nieto, Pedro Alcántara, quien encargó también a López Aguado hijo nuevas construcciones, entre ellas la exedra en la plaza de los Emperadores, dedicada a su abuela, y el puente de hierro. Cuando Pedro murió sin descendencia en 1844, el Capricho pasó a su hermano, Mariano Téllez-Girón, quien lo mantuvo y celebró allí fiestas para la alta sociedad, incluida una en 1863 celebrada en honor de la reina Isabel II. Sin embargo, a pesar de la gran fortuna del duque, los excesivos dispendios lo sumieron en enormes deudas, por lo que su viuda y heredera, la princesa María Leonor de Croy y Lowenstein, arrendó la finca al duque de Santoña hasta 1896. Fecha en la que, por orden del Tribunal Supremo, se tuvieron que subastar todos los bienes ducales para satisfacer los créditos y deudas contraídas por el duque. De esa forma, gran parte de las obras de arte y mobiliario de los palacios pasaron a manos de  coleccionistas privados. En 1900, tras fracasar la venta al ayuntamiento de Madrid, El Capricho fue adquirido por Gustavo Bauer, representante en España de la banca Rothschild. Su familia conservó la finca en buen estado hasta 1936.
Durante la Guerra Civil, la finca fue requisada por los republicanos y se construyeron varios refugios antiaéreos subterráneos, donde se instaló el Estado Mayor del Ejército del Centro, mandado por el general Miaja, en lo que se llamó la posición Jaca. Diseminados por el jardín se pueden ver aún los respiraderos.
Durante los años en que El Capricho estuvo en empresas privadas se fue deteriorando y se produjeron algunos expolios. En 1974 lo compró el ayuntamiento de Madrid, y de 1986 a 1992 la Escuela Taller Alameda de Osuna realizó trabajos de restauración, además de una completa investigación histórica y documental.

### Años recientes
En 2014 se repuso en la rotonda central del abejero una de las piezas artísticas más valiosas, la estatua de Venus obra de Juan Adán; si bien realmente es una réplica donada por la coleccionista Alicia Koplowitz que posee la obra original.
También en 2014 se recuperaron el busto de la duquesa y las dos estatuas de mármol que, antes de la subasta de 1896, se encontraban en la exedra.
El palacio se lleva reformando desde 2018, con pausas, para su reapertura como museo sobre la figura de los duques de Osuna como mecenas de las artes. Para ello se está formando una colección de mobiliario, pinturas y demás objetos de artes decorativas. La fecha estimada de apertura es 2027.

## El jardín
El diseño del jardín fue obra de tres jardineros paisajistas franceses. El proyecto inicial se debe a Pablo Boutelou, hijo de Esteban Boutelou que ya había participado junto a su padre en dos jardines reales: el Campo del Moro y la Granja de San Ildefonso, aunque al final tuvo que abandonar el trabajo para volver al servicio de los reyes. La duquesa entonces contrató a Jean-Baptiste Mulot y Pierre Provost con la condición de no realizar ningún otro trabajo en España.
En el jardín se mezclan los estilos del paisajismo inglés, francés e italiano, reflejo de las influencias artísticas de sus diseñadores. Mientras que frente al palacio se crearon parterres formales al más clásico estilo del jardín francés, en el lado sur del palacio, en una zona más baja que el resto, se mantenía el jardín italiano —existente mucho antes de la compra de los duques, posiblemente desde el siglo XVI—, al estilo de los íntimos giardinos secretos de principios del Renacimiento italiano. Sin embargo, la mayor parte se diseñó como un jardín inglés, caracterizado por un estilo más libre y natural en el que la vegetación no quedaba costreñida a la rígida formalidad de los jardines barrocos franceses. Se ambientó además con elementos románticos, entre los que no podía faltar el agua y los puentes, junto a los cuales se realizaron pabellones y construcciones dedicados al entretenimiento, para crear un ambiente de fantasía muy del gusto de la aristocracia de aquella época. Elementos más clásicos como templetes, columnas y estatuas con representaciones de seres mitológicos complementaban el paisaje.

## Construcciones
De la remodelación y ampliación de la antigua casa se ocuparon varios arquitectos españoles, como Mateo Guill, Manuel Machuca Vargas, Mateo de Medina o Antonio López Aguado. Artistas y escultores recrearon obras de la antigüedad clásica para ornamentar el palacio y el jardín, como el escultor italiano José Pagniucci o el español Juan Adán, autor de la Venus del Abejero. El pintor Francisco de Goya, amigo de la duquesa, también realizó cuadros y grabados para el palacio. Entre ellos, la serie llamada Asuntos de brujas, que decoraban la biblioteca.

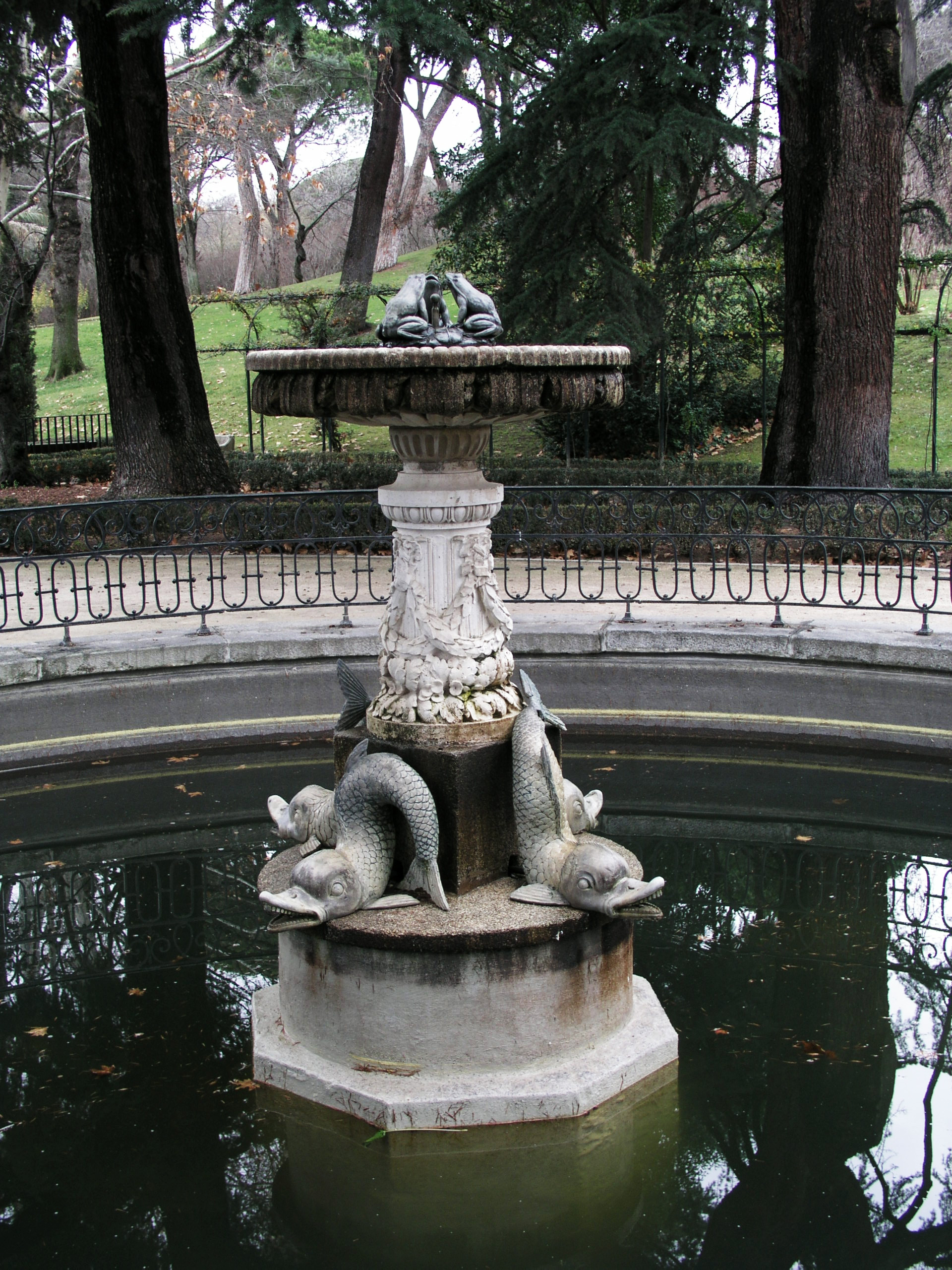
Fuente de los delfines

- El Palacio: está situado en el lado noreste del parque, ocupa 1200 m²; de planta cuadrada irregular, tiene cuatro torres esquineras y tres patios interiores. Según describe el representante de la comisión ejecutiva de los obligacionistas de Osuna Joaquín de Larrumbide:

La fachada Este tiene una gran portada de sillería caliza, labrada y tallada, estilo renacimiento con luz suficiente para la entrada de carruajes, así como dentro, un  vestíbulo con una doble escalinata  de piedra de sillería caliza, con balaustrada de hierro. La fachada Oeste, que da vista al jardín, es de estilo corintio compuesto: en la planta baja tiene una galería con pilastras rectas de piedra caliza, bien despiezada, llamando la atención las dimensiones extraordinarias de las piedras que forman el dintel recto de la galería superior. Esta galería superior está formada de un intercolumnio también corintio, con las basas y capiteles de  mármol blanco, y los pedestales, columnas y cornisas de piedra caliza bien despiezada. Esta fachada, con vuelo exterior, tiene una doble escalinata que da acceso a la galería del piso principal o superior, construida con piedra caliza de piezas de grandes dimensiones, sirve de antepecho una artística balaustrada entre pedestales y sobre estos, bustos de mármol blanco que sirven de decorado. Sobre el cornisamiento de esta fachada hay colocados unos pedestales; entre estos, sirviendo de antepecho a la terraza, una barandilla de hierro fundido, y sobre los pedestales, unas estatuas de mármol blanco que sirven de remate. Sobre las naves laterales de Norte y Sur hay dos espaciosas terrazas con el pavimento forrado de zinc, con una barandilla de hierro fundido entre pedestales de piedra caliza

En el comedor se han restaurado las pinturas y decoraciones originales del techo así como los suelos, con una reproducción del célebre mosaico de la batalla de Issos, aparecido en Pompeya en 1831, que fue muy popular entre la aristocracia de la época. Igualmente, gana en presencia la escalera que conduce al comedor, con un vaciado en yeso de época a cargo del escultor italiano José Pagniucci, de una estatua de un Fauno danzante que se halla en la Tribuna de los Uffizi de Florencia.
En el piso bajo había habitaciones para los criados y para invitados, además de cocina, salón de baile, comedor de gala, oratorio y el cuarto del capellán. En el primer piso estaban los aposentos de los duques y sus hijos. Y el último estaba dedicado a almacenes, desván y cuartos para el servicio. Madoz, en su diccionario, describía las estancias de esta manera: «...la riqueza compite con el buen gusto... y la vista recorre con embeleso todos los adornos, muebles y colgaduras...».
- El Abejero: (1793-1796) es obra de Mateo de Medina, consta de una cúpula con una rotonda central donde se ubica la estatua de Venus. A derecha e izquierda se extienden sendas alas que terminan en un pabellón de más altura. Madoz lo calificaba como de estilo árabe. En estas alas se encontraban los panales, protegidos por cristales, para que los invitados de los duques pudieran contemplar la laboriosidad de las abejas mientras merendaban.[5]
- El Casino de baile: (1815) es obra de Antonio López Aguado y posteriormente (entre 1834-44) reformado por su hijo Martín. Es de estilo neoclásico y consta de dos plantas. La inferior, cuadrada, contiene la bomba hidráulica que extrae el agua de uno de los varios manantiales subterráneos de la finca para abastecer la ría. La planta superior, a la que se accede por una doble escalinata —bajo la cual se encuentra la figura de un jabalí sobre un peñasco por donde sale el agua—, es octogonal y está culminada por un tejado piramidal. Una terraza de hierro forjado rodea todo el perímetro de esta planta; el interior es un gran salón circular con salida por cuatro puertas orientadas a los cuatro puntos cardinales, e intercaladas con cuatro ventanas. Sobre todas ellas se encuentra un relieve con seis figuras de ángeles que representan cada una de las cuatro estaciones.[5] La simbología de los otros cuatro es desconocida. El salón está pavimentado en madera y decorado con pinturas y espejos.[13]

El decorador y tramoyista italiano Ángel María Tadey y Borghini se encargó de construir y decorar tres de los caprichos del parque: 
- La Casa de la vieja: (1794-97) es una construcción rústica de piedra que a semejanza de la aldea de María Antonieta recreaba una escena campesina. De planta única, tiene cuatro habitaciones: el gabinete de musgo, llamado así por tener las paredes cubiertas de musgo; la cocina, decorada con pinturas que recrean los útiles y el mobiliario de una antigua cocina campestre; el gabinete rico, con paredes y techo cubiertos de pinturas de estilo pompeyano y el cuarto de la vieja, que antiguamente se cree que estaba habitado por algunos autómatas.[14]
- La Casa de cañas: (1792-98) es una pequeña construcción de estilo chinesco totalmente revestida de cañas de bambú. Está situada a orillas del lago central y se usaba como cenador, o lugar de descanso tras la travesía por la ría. Consta de dos reducidos espacios: un embarcadero cubierto y una sala. Ambos están decorados con pinturas de paisajes.[15]
- La Ermita: (1795-96) también llamada casa del ermitaño, es una pequeña construcción rectangular de ladrillo cuya fachada está flanqueada por dos columnas. El interior está decorado con pinturas al temple que recrean frescos, falsas ventanas con vidrieras, un altar y hasta un cuadro rasgado que representa a San Antonio.[16] En el lado derecho de la ermita, a los pies de un pequeño tejadillo, se puede ver una enigmática lápida piramidal. Algunas teorías apuntan que podría ser la tumba del mendigo que habitó la ermita, fray Arsenio, alojado por los duques a cambio de techo y sustento, como parte de la escenografía para sorprender a sus invitados.[17] Otras cuentan que los ermitaños fueron dos, a Arsenio le sustituyó Eusebio, y a su muerte se colocó un autómata.[18]
- El Fortín o Batería: obra atribuida a Martín López Aguado en fecha incierta, aunque en un inventario de 1829 ya se menciona: «Batería: una mesa de madera fina con filetito de embutido, 12 sillas con asientos de paja pintados de blanco con rayas verdes y moradas, una garita con un soldado vestido y armado al natural, 12 cañones de bronce con sus cureñas». Y sobre dicho soldado consta en una nota de pago de 1814: «por una peluca para el soldado». Así como en otra de 1817: «tierra, bolas y pólvora para el soldado».[18]

Este fortín consiste en una estructura de ladrillo de forma triangular ubicada al final del ramal derecho de la ría. Madoz, en su diccionario geográfico de 1845, lo describe minuciosamente como: «...con baluartes, puentes estables y levadizo, y foso de aguas que le circunda. Este fuerte está guarnecido por 12 piezas de artillería de varios calibres con sus correspondientes arcas de municiones, con juegos de armas, asta, bandera, y demás útiles necesarios para su defensa y ornato.» A la derecha de este fortín, se puede observar una pequeña construcción deliberadamente en ruinas, llamada la Casa del Artillero.

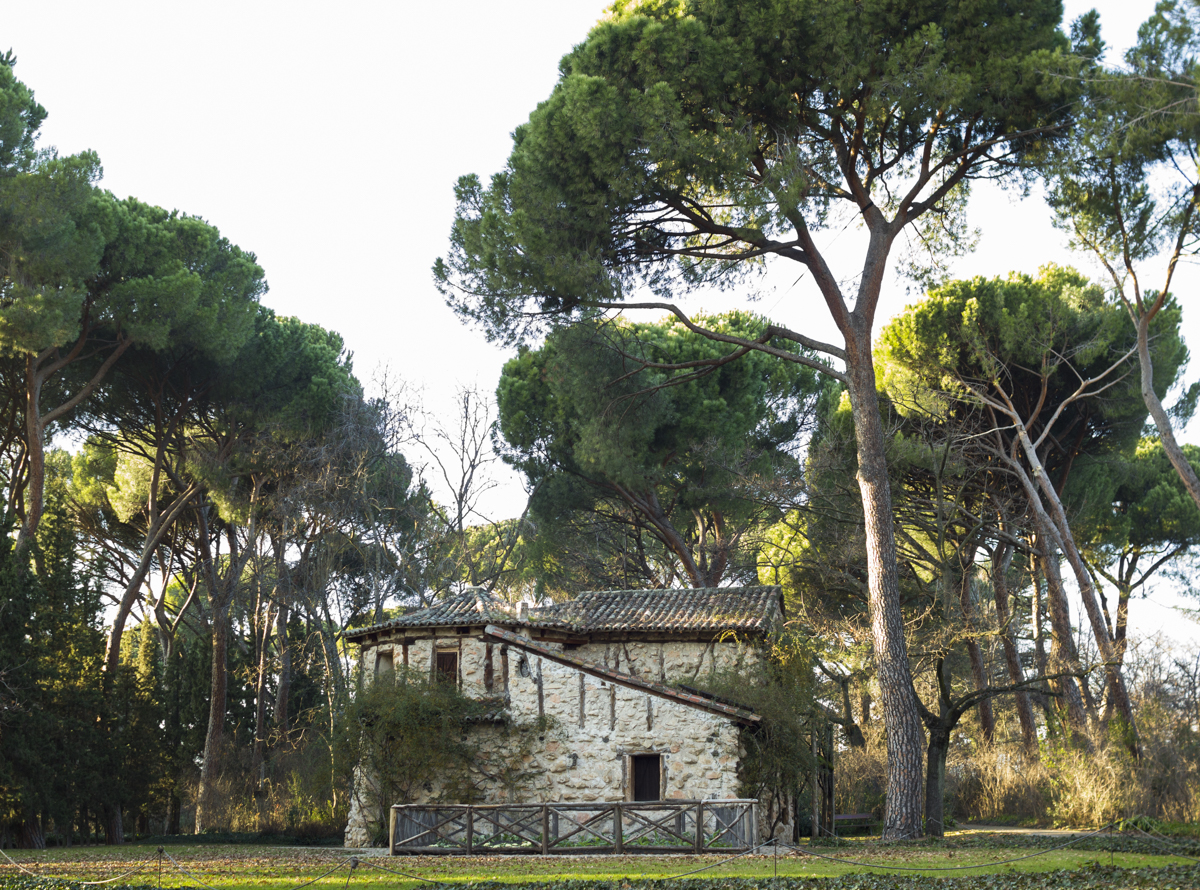
Casa de la Vieja
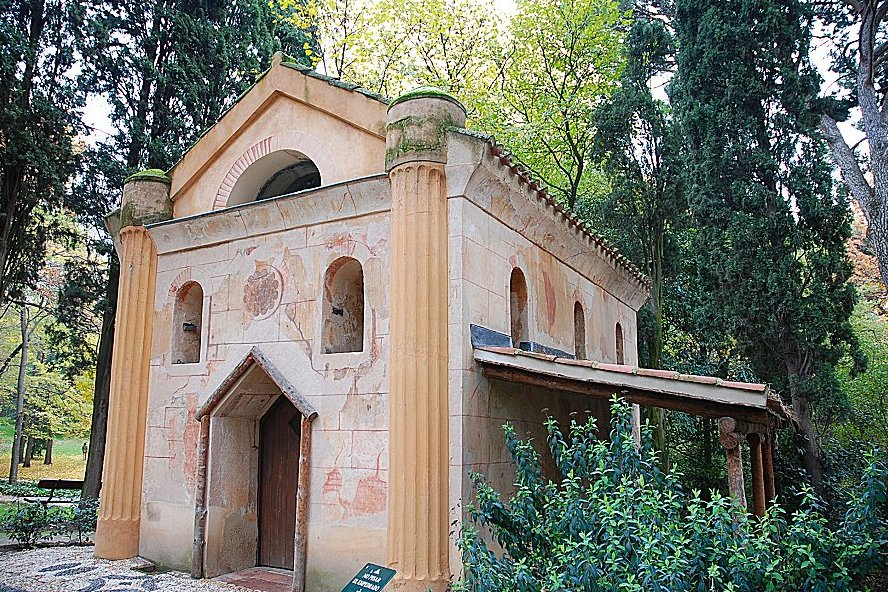
Ermita
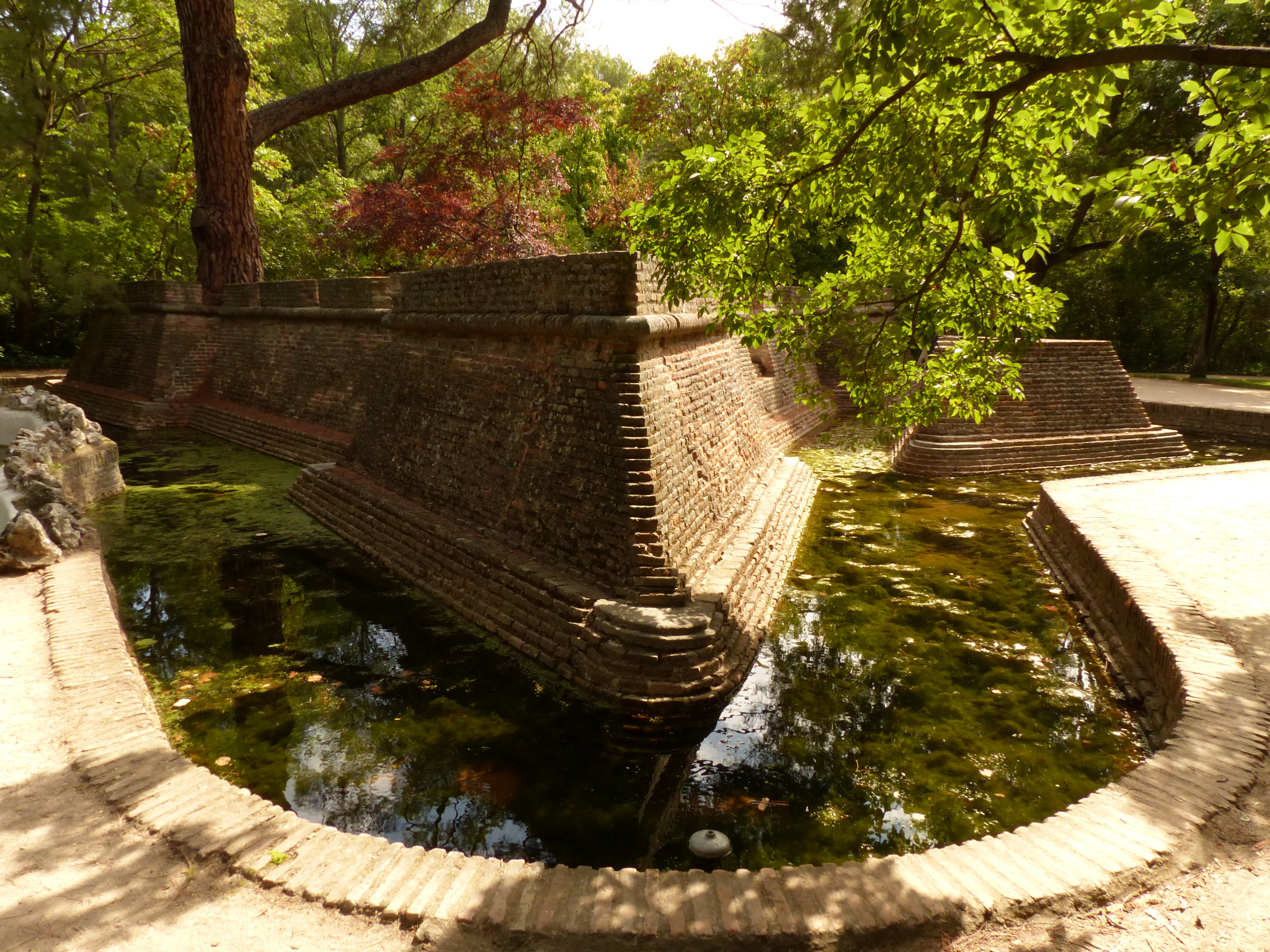
Fortín

## Monumentos y otros elementos
Además de los caprichos, completan la ambientación del jardín plazas, fuentes, templetes, estatuas y columnas.
- La Plaza de los Emperadores: está situada a medio camino entre la entrada y el palacio. Obra de Mateo de Medina y Martín López Aguado, está formada por una exedra con cuatro columnas jónicas coronadas por una semicúpula. En el centro, el busto en bronce de la duquesa de Osuna del escultor José Tomás, y a cada lado una estatua de mármol sobre pedestal: Hércules con Ófante y Baco con sátiro. Delante, en semicírculo, ocho esfinges de plomo vaciado sobre pedestales bajos. Alrededor de la plaza hay diez bustos de emperadores romanos, también sobre pedestales. El monumento es un homenaje de Pedro Alcántara a su abuela.[4][19]
- El Templete de Baco: (1786-88) es obra de José de la Ballina. Está situado sobre una elevación hacia la derecha del palacio. Es de forma ovalada, con doce columnas jónicas en grupos de tres, que sostienen una cornisa dórica. En el centro, sobre pedestal, una gran estatua de mármol de Baco.[4][20]
- La Rueda de Saturno: de autor y fecha desconocidos, aunque podría ser otro encargo de Pedro Alcántara, dado el escudo que figura en la base de la columna. Se sitúa también en la zona derecha del parque, por detrás del Abejero. Consiste en una columna de aspecto dórico sobre un pedestal de piedra coronada por una escultura de mármol de Saturno devorando a su hijo. De esta columna parten seis caminos formando radios.[21]
- El Puente de hierro: (1834-39) obra de Martín López Aguado. Está situado junto a la casa de cañas, a la salida del ramal derecho de la ría. Consta de un arco doble de hierro sobre el que se apoya la estructura de tres tramos. Los dos laterales, en cada orilla de la ría, descansan sobre una base de granito escalonada. Tanto el suelo del tramo central como los escalones son de madera, y completa el conjunto una barandilla de hierro forjado. Su altura, de casi cuatro metros, permite el paso de las barcas de paseo. Fue el primer puente de ete tipo fabricado en España.[22]
- El Monumento al III duque de Osuna: (1838) obra también de M. López Aguado, está situado en la isla central del lago. Consiste en un bloque piedra berroqueña que se yergue sobre un cúmulo de rocas —algunas extraídas de las ruinas del castillo de Barajas donde estuvo prisionero—, de entre las que surge una pequeña cascada artificial. En la parte frontal del bloque una lápida de mármol gris con un medallón del perfil del duque y la inscripción: «A la memoria de Pedro Téllez-Girón, III duque de Osuna, virrey de Nápoles, encerrado en el castillo de la Alameda en MDCXXI, por envidia y prepotencia de sus enemigos. Erije este monumento sobre las piedras de su prisión D. Pedro Alcántara Téllez-Girón, XI duque de Osuna, conde de Benavente. Año de MDCCCXXXVIII.»[23]

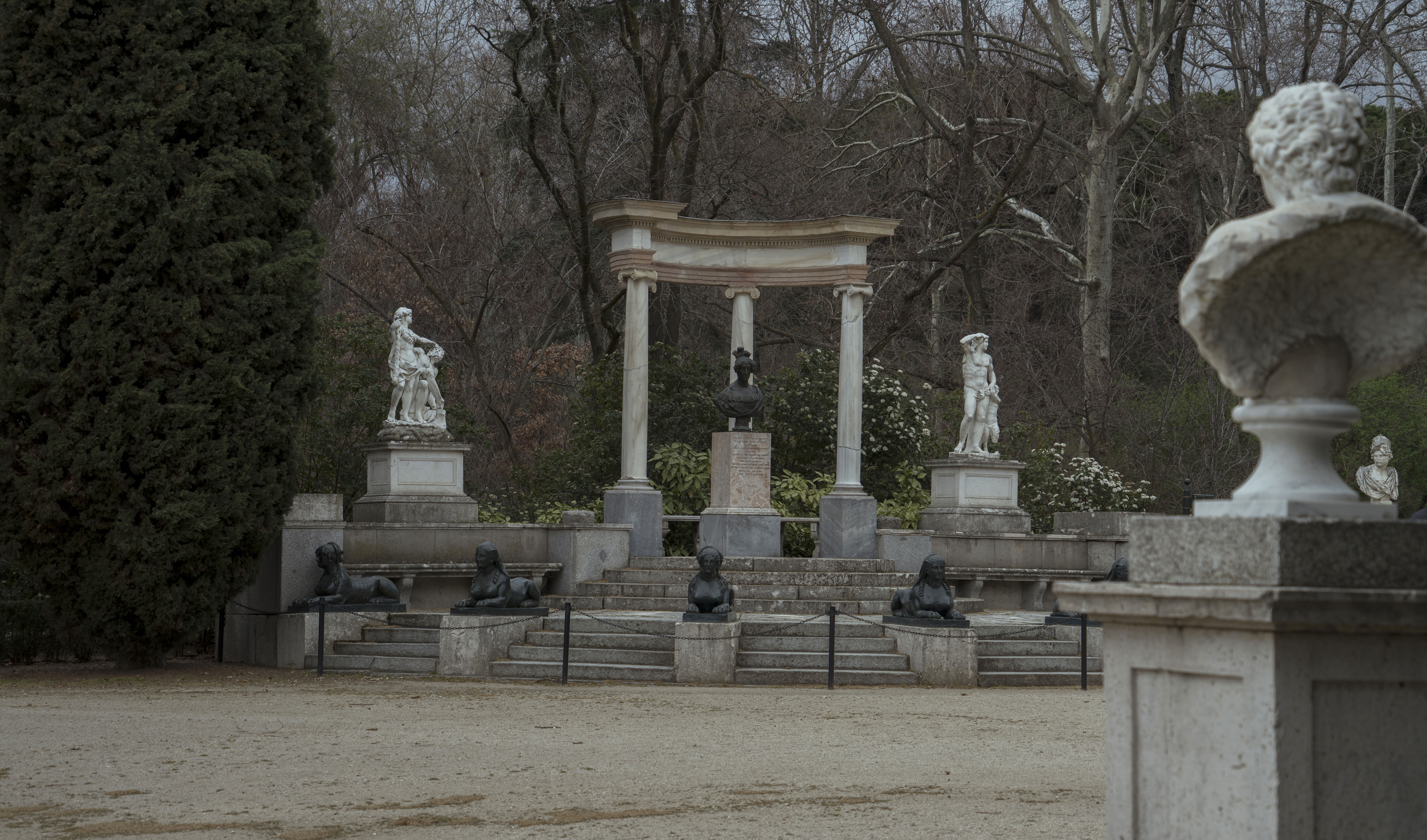
Exedra en la plaza de los Emperadores
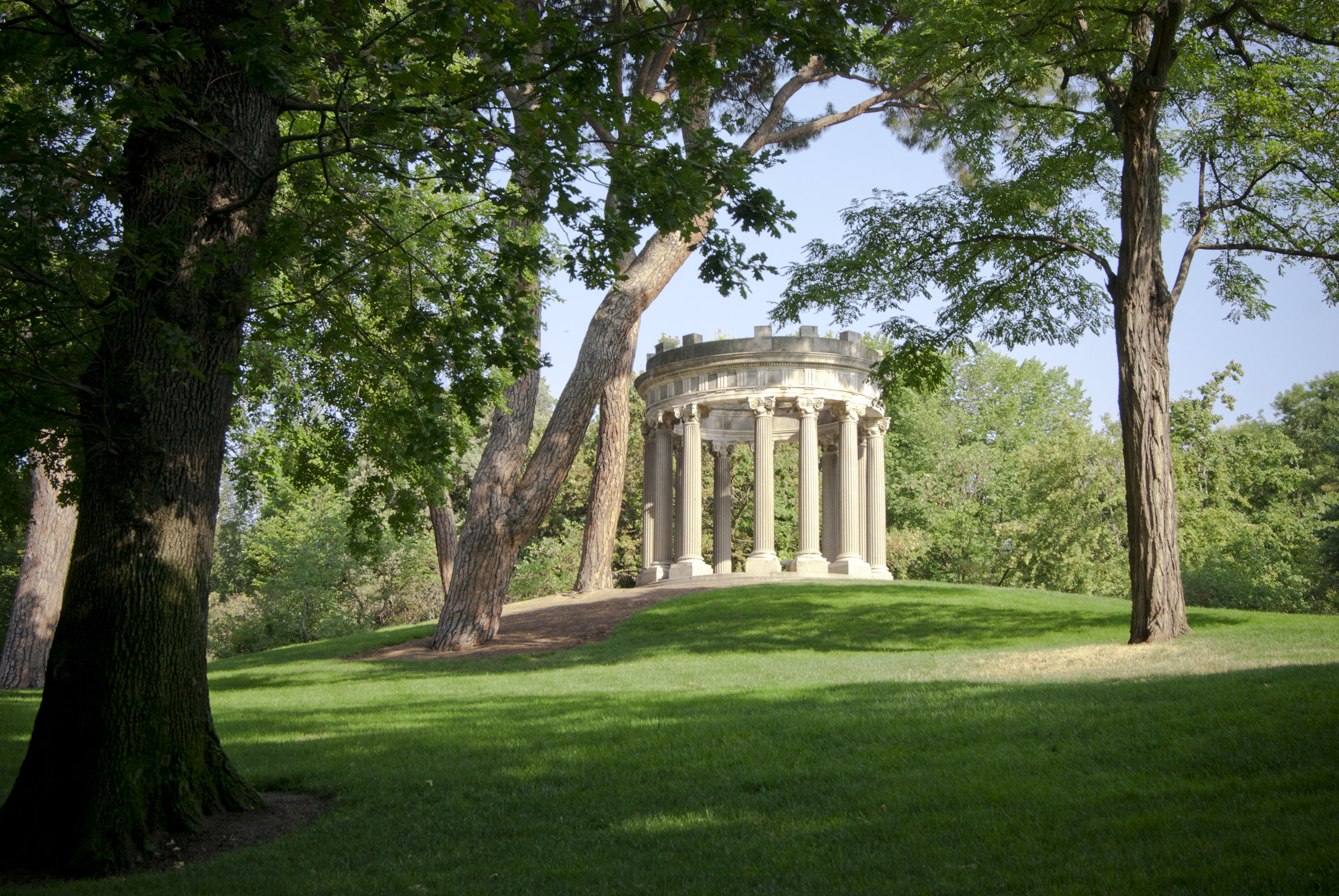
Templete de Baco
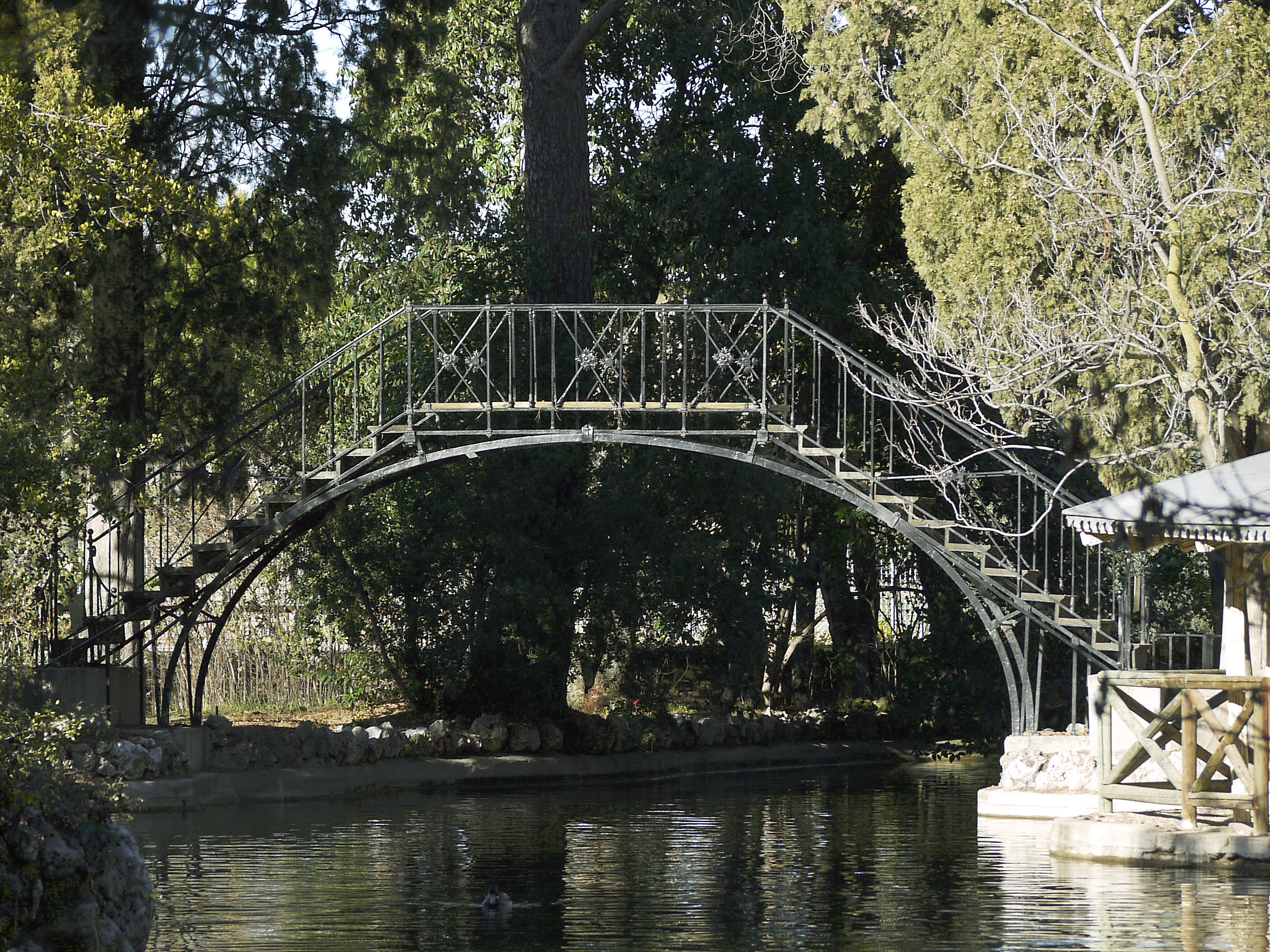
El puente de hierro
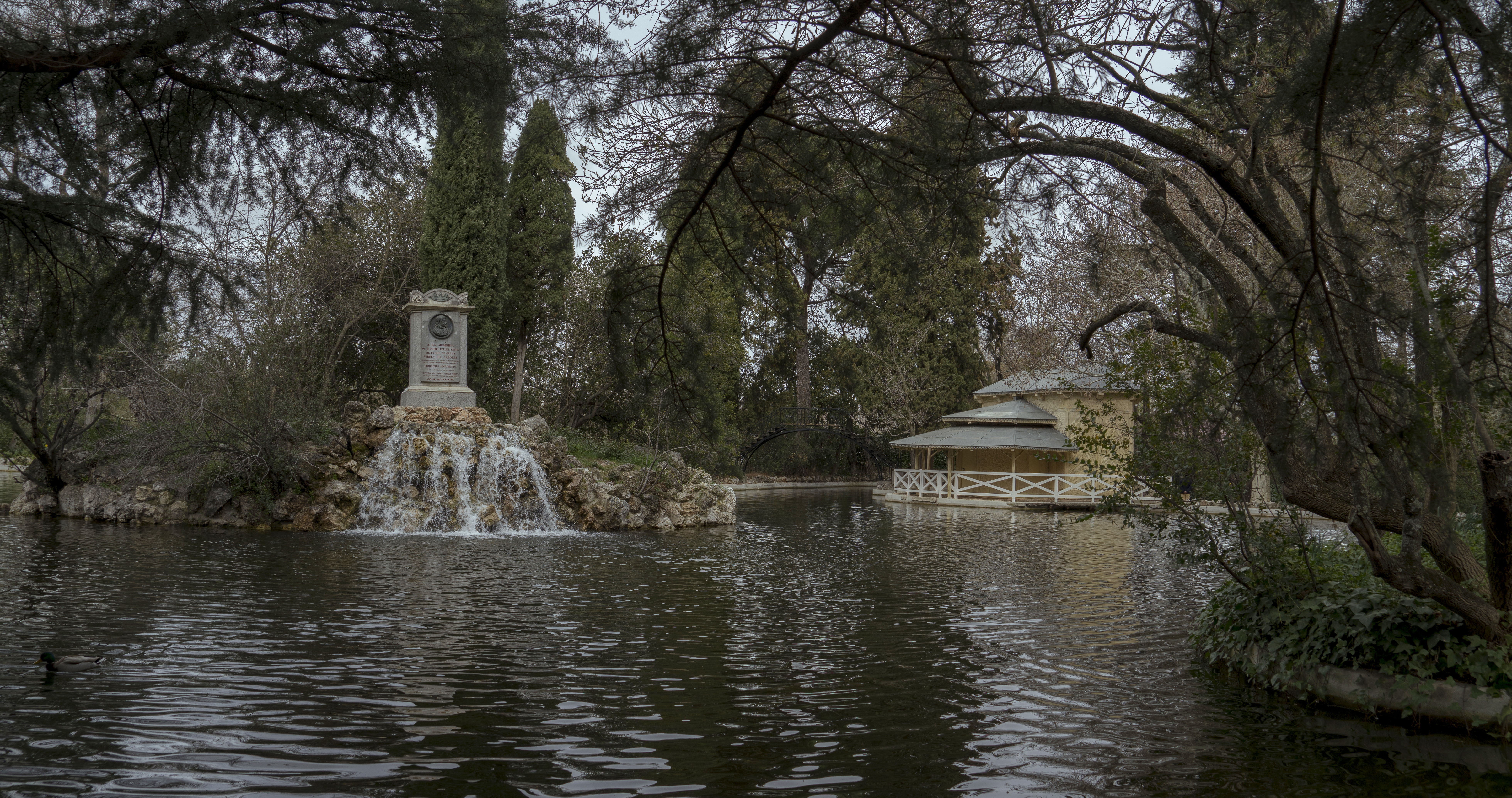
Monumento al III duque de Osuna en la isla del lago

Las fuentes son otros de los elementos que adornan las plazas y los rincones del parque.

La fuente de los Delfines, llamada así por los cuatro delfines de su base, es una de las principales. Se comenzó a construir en 1795.  La taza superior está rematada por tres ranas de bronce.

La fuente octogonal, llamada "del collar de perlas" por la forma de caer el agua gota a gota, se encuentra en una pequeña plaza rodeada de parterres florales y bancos,  antes de llegar a la Plaza de los Emperadores. En tiempos de la duquesa estaba situaba, junto a su pareja, en los patios interiores del palacio.

## Catalogación
- En 1934, durante la República, fue declarado Jardín histórico.
- En 1985 Bien de Interés Cultural.
- En 2001 se le concedió el Diploma Europa Nostra en reconocimiento al trabajo de rehabilitación, restauración y rescate del conjunto natural y los inmuebles que contiene.[2]

## Actividades
Desde el año 2005 se vienen celebrando en la temporada primavera-verano-otoño, los fines de semana, conciertos, teatro, danza... en lo que se llama las «Tardes de Capricho».
Desde mayo de 2016 se puede visitar el búnker de la Posición Jaca, nombre en clave del Cuartel General del Ejército Republicano del Centro. El Ayuntamiento de Madrid organiza vistas guiadas gratuitas al búnker, siendo necesario reservar previamente a través de su web. 